# トマト・レコード
トマト・レコード（Tomato Records）としても知られるザ・トマト・ミュージック（The Tomato Music Co. Ltd.）は、1977年に音楽マネージャーのケヴィン・エガーズ（Kevin Eggers）によってニューヨークに設立されたアメリカのインディーズ・レコード・レーベル。
これは彼の以前のレコード・レーベルであるユートピアとポピーの後継であり、レーベルは自主配給となっており、タウンズ・ヴァン・ザント、ライトニン・ホプキンス、レッドベリー、クリス・スミザー、デイヴ・ブルーベック、ニーナ・シモン、アネット・ピーコック、ハリー・パーチ、ジョン・ケージ、フィリップ・グラス、マール・ハガード、アルバート・キングなど、影響力のあるアーティストたちのアルバムをリリースしてきた。ライノ・レコードは、レーベルが閉鎖される前の1990年代にトマト・レコードのカタログの配給を担当していた。2002年に復活を果たした。